# Seuls Two
Pour plus de détails, voir Fiche technique et Distribution.
Seuls Two est une comédie fantastique réalisée par Éric Judor et Ramzy Bedia, sortie le 25 juin 2008 en France. Il s'agit du premier film réalisé par Éric et Ramzy.
Le titre peut être vu comme le verlan de « tout seuls ».

## Synopsis
Gervais, policier médiocre raillé par ses collègues du commissariat du  1er arrondissement de Paris, rêve d'arrêter Curtis, un cambrioleur futé qui lui échappe depuis longtemps. Un beau jour, alors que Gervais poursuit Curtis et semble enfin atteindre son but, il se retrouve sur l'avenue des Champs-Élysées vidée de ses habitants, et il en est de même partout. Plus personne... sauf Curtis. Gervais tentera d'attraper le délinquant qui profite du fait qu'il n'y a plus personne pour s'amuser,.

## Fiche technique
- Titre original : Seuls Two
- Réalisation : Éric Judor et Ramzy Bedia
- Scénario : Éric Judor, Ramzy Bedia, Philippe Lefebvre et Lionel Dutemple
- Photographie : Philippe Piffeteau
- Décors : Laurent Tesseyre
- Costume : Charlotte David
- Montage : Jean-Christophe Hym et Sébastien de Sainte-Croix
- Musique : Cyrille Aufort et Pierre Sarkozy
- Supervision musicale : Emmanuel Ferrier
- Son : Pierre Excoffier
- Mixage : Jean-Paul Hurier et Steven Ghouti
- Supervision technique : Gabriel Julien-Lafferrière
- 1er assistant réalisateur : Denis Imbert
- Production : Alain Attal
- Superviseur de production : Hugo Sélignac
- Sociétés de production : Les Productions du Trésor, M6 Films, TF1 Films Production, 4 Mecs à Lunettes Production et 4 Mecs en Baskets Production
- Société de distribution : Warner Bros. (France)
- Budget : 15 millions €[3]
- Pays d'origine :  France
- Langue originale : français
- Format : couleur - 35mm - 2,35:1
- Durée : 92 minutes
- Dates de sortie :
  - France : 25 juin 2008
  - Belgique : 2 juillet 2008

## Distribution
- Éric Judor : Gervais
- Ramzy Bedia : Curtis / Abdel Kader
- Benoît Magimel : le commissaire
- Kristin Scott Thomas : l'antiquaire
- Élodie Bouchez : Juliette
- Édouard Baer : le prêtre à l'enterrement
- Omar Sy : Sammy Bouglioni
- Fred Testot : Xavier
- MC Jean Gab'1 : Freddy Bouglioni
- François Damiens : le capitaine de l'équipe adverse de curling
- Michel Messie : le prêtre du mariage
- Benjamain Denisty : le lieutenant de la police
- Romain Berger : le Bouglioni blanc
- Alexandre Massal : Blanchette Bouglioni
- Hafid F. Benamar : le manutentionnaire
- Anne Depétrini : la jeune femme
- Jana Judor : la fille des Bouglioni
- Rainer Sievert : le flic qui rit
- Timothée Augendre : l'assistant du commissaire
- Jean-Tis Plisson : l'enfant du commissariat
- Vasken Solakian : le commissaire de Marseille
- Peter Wollasch : le client antiquaire
- Hugo Sélignac : le scoot
- Gaelle Vanoudenhoven : la mère au zoo
- Farid Khider : le champion de boxe Thaï
- Philippe Lima : la p'tite caille
- Choukri Otmani : le caissier de la station service
- Yannick Dyvrande : le serveur
- Rodolphe Lauga : le directeur de la patinoire (voix)
- Nicolas Mouchet : le flic au talkie-walkie et Zryvéckowsky (voix)

## Tournage
Le tournage a eu lieu durant l'été 2007 à Paris. Les vues de la ville totalement vidée de ses habitants ont été obtenues en bloquant la circulation automobile et piétonnière.
Le film est dédié « ... à Pierre et Marie Curie ».

## Musiques
- People Get Up and Drive Your Funky Soul - James Brown
- Le clan des siciliens - Come Aguiar
- I let you go - Ricky Fante
- I had a dream - Hubert Laws
- Incredible - I'm Beat featuring General Levy
- (Your Love Keeps Lifting Me) Higher and Higher - Jackie Wilson
- Zadok the Priest - Carlin Choir and Orchestra
- Raindrops Keep Fallin' on My Head - B. J. Thomas
- A shot in the Dark - Jet Set Swe
- Love is love - Culture Club
- Cœur de loup - Philippe Lafontaine
- The Final Countdown - Europe
- Koutiom - Keba Kebe, Frederic Galliano & Les African Divas
- Doo wa ditty (Blow that thing) - Zapp